# Franz Kolb (Apotheker)

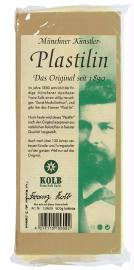
Produktaufkleber für Münchner Künstler-Plastilin

Franz Kolb war ein Münchner Apotheker, der 1890 das Plastilin erfand.

## Erfindung des Plastilin
Ausgang des 19. Jahrhunderts war München eine Stadt der Künste und der Künstler und Schwabing ein beliebter Treffpunkt der künstlerischen Bohème. Franz Kolb, zu dieser Zeit Besitzer einer Apotheke am Kapuzinerplatz in München, mischte und komponierte neben Salben und Tinkturen auch besondere Produkte: Geheim- und Copiertinte, Uhrmacheröl, Essencen oder eine neuartige Abformmasse für Zahntechniker. Zu seinem Freundeskreis gehörten auch angesehene Bildhauer wie Ferdinand Freiherr von Miller.
In Gesprächen mit seinen Bildhauerfreunden erfuhr Kolb von deren großen und kleinen Sorgen: Was tut man, wenn der nasse Modellierton im Winter in den eiskalten, großen Dachateliers ständig hoffnungslos einfriert und dann nicht zu verarbeiten ist? Franz Kolb griff das Problem seiner Freunde auf, analysierte, experimentierte und präsentierte die Lösung: Ein neuer „Kunstthon“, der nicht nur gegen Kälte unempfindlich, sondern auch ideal zu verarbeiten war. Ein Material, das es bis dahin nicht gegeben hatte. Als Apotheker wählte er einen medizinisch klingenden Namen und nannte das Produkt Plastilin. Zu seiner Herstellung gründete er 1890 die Firma Franz Kolb.
Akademieprofessoren, Kunstschuldirektoren und vor allem die Bildhauer waren von dem neuen Künstlerton Plastilin begeistert. Endlich hatten sie das Modelliermaterial, nach dem sie schon so lange gesucht hatten. Überschwängliche Dankschreiben bezeugten die Akzeptanz der Kolb’schen Plastiline. Der Name des Kolb-Produkts „Plastilin“ wurde schließlich zum Gattungsbegriff.

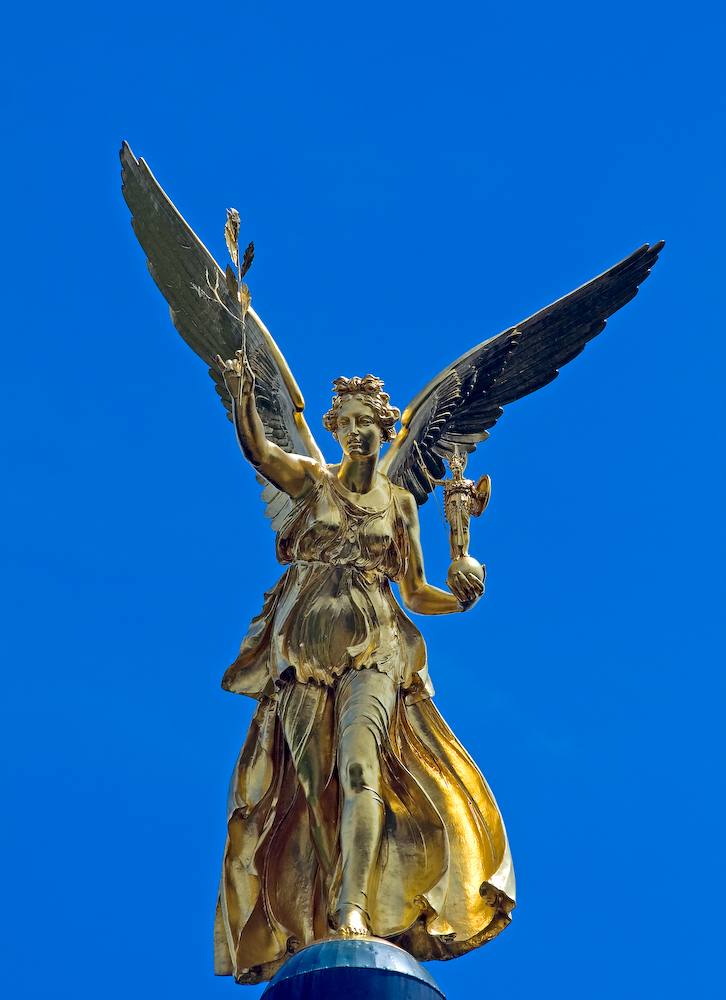
Friedensengel, München-Bogenhausen

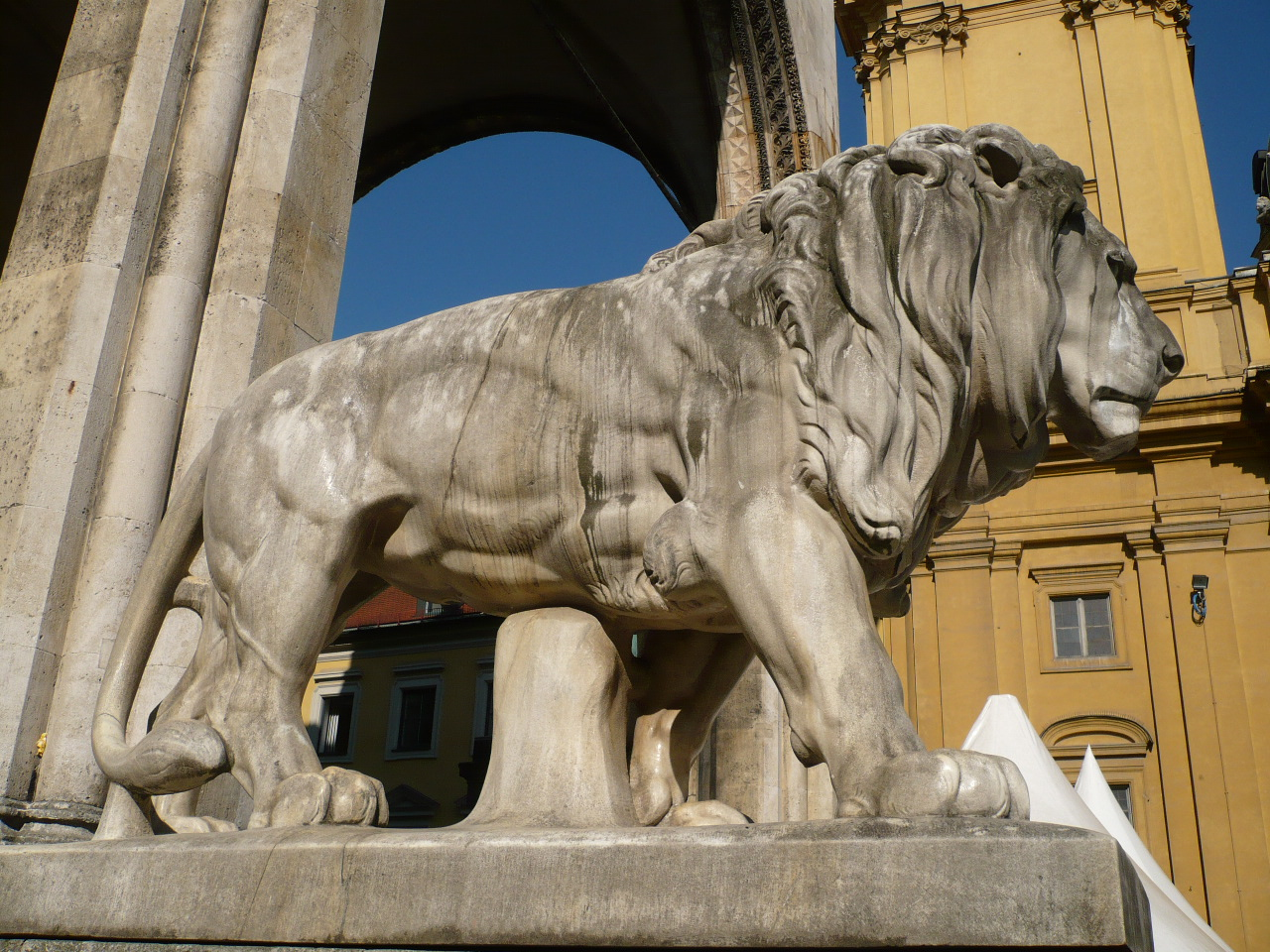
Löwenstatue an der Feldherrnhalle, München

## Berühmte Werke
Zu den Skulpturen, die mit Hilfe von Plastilinmodellen vollendet wurden, zählen z. B. der Friedensengel von Heinrich Düll, Georg Pezold und Max Heilmaier, Wilhelm von Rümanns Löwen vor der Feldherrnhalle oder Stucks Amazone.

## Firmengeschichte
Franz Kolb gründete 1890 eine Firma auf seinen Namen zur Herstellung seiner Erfindung Plastilin. 1915 wurde die Firma verkauft und hieß danach „Franz Kolb Nachfolger“. Die Firma „Franz Kolb GmbH“ stellt heute neben Modelliermassen für den Bastelbedarf und Clay für Designstudios noch immer das original Münchner Künstler Plastilin her.
Produktionsschwerpunkt ist jedoch seit 20 Jahren Industrieplastilin für den Designmodellbau und hier besonders für die Automobilindustrie. Die 2001 gegründete „Kolb Technology GmbH“ betreut und entwickelt diesen industriellen Bereich mit CAD-gestützten Lösungsverfahren, um den Design-Kreislauf zwischen digitaler und physikalischer Formfindung zu beschleunigen.

## Ähnliche Materialien
Im englischsprachigen Raum ist ein dem Plastilin vergleichbares Material, allerdings mit anderer Rezeptur unter dem Namen „Plasticine“ bekannt. Als Erfinder gilt hier der Engländer William Harbutt, der es 1897 zum Patent anmeldete.